# Lohe-Föhrden
Lohe-Föhrden (duń. Lo-Førden) – miejscowość i gmina w Niemczech, w kraju związkowym Szlezwik-Holsztyn, w powiecie Rendsburg-Eckernförde, wchodzi w skład urzędu Hohner Harde.